# 45型驅逐艦
45型驅逐艦是英國皇家海軍擁有的新型飛彈驅逐艦。皇家海軍在1991年參與的法、意未來護衛艦「地平線級驅逐艦」（CNGF）因發生歧見退出計劃後， 英國決定自行發展新一代驅逐艦。首艘45型驅逐艦“勇敢”號2003年開工，並且在2006年2月1日下水，2009年7月23日正式服役。英國皇家海軍原先計畫建造12艘，最後只建造6艘，用以大幅汰換在福克蘭戰爭中證明設計失敗的42型驅逐艦，項目總價約64.6億英磅（95億美元）。

## 設計

### 武器系統
- 防空系統
  - PAAMS（主要防空飛彈系統，使用阿斯忒里翁导弹）
    - SAMPSON多重目標追蹤雷達
    - S1850M 3D對空搜索雷達
    - 6個8聯裝SYLVER A50，搭載48枚MBDA阿斯忒里翁 防空飛彈（可混裝Aster 15 或是 Aster 30 飛彈）

- 火炮系統
  - 1 x BAE系統公司4.5英吋 (114 mm) Mark 8艦砲
  - 2 x 奧立岡 30 mm KCB快砲
  - 2 x 方陣 20 mm 近迫武器系統

- 反艦系統

45型驅逐艦預計安裝一對四聯裝共八枚的魚叉反艦飛彈，但是尚未定案（截至2006）。
- 反潛系統
  - MFS 7000 聲納
  - STWS (Ship-launched Torpedo Weapon System) Mark 2三聯裝之324釐米魟魚魚雷。

- 對地系統

45型驅逐艦並沒有進駐對地攻擊飛彈以及SYLVER A50飛彈發射系統也沒有發射這種飛彈的能力。不過，皇家海軍新一代軍艦是有可能更為強大的， 因為45型驅逐艦有可能會安裝美國Mk. 41 VLS垂直飛彈發射系統，並且發射BGM-109 戰斧巡弋飛彈；有關單位主持這個計畫到2004年，但是還沒有計畫要安裝此一系統。法國海軍正在將空射型暴風影导弹改裝成艦用型給SYLVER A70系統使用，屆時就可以使用在45型驅逐艦上面。

### 電戰系統
- - 海蚊"Seagnat decoy system"飛彈誘導系統被用作誘導以及干擾雷達導引武器，並且讓敵方飛彈飛過以及安全避開攻擊，紅外線干擾型正研究當中。
  - Surface Ship Torpedo Defence System (SSTD) 魚雷誘導系統

- METOC 水文與氣象系統
  - METOC系統是BAE發展的上空測量系統，使用英國Skycom Telecom Ltd 和德國Graw Radiosondes 的無線電測量系統聯合作業，是一全面天氣感知系統和水文系統，可以提供所有載具「全環境資訊」以用於彈道計算、雷達影響、一般航海方面和海圖資料等。

### 艦載機
- - 1架AW159（英语：AW159） 可發射海賊鷗反艦飛彈以及魟魚魚雷

Merlin HM Mark1反潛直升機還無法降落在勇敢號，由於節省預算的緣故使得勇敢號無法降落該型直升機和缺少相關的設施。這些設施未來有可能會再度安裝，或者是在後續的幾隻同級艦上裝設。45型驅逐艦的飛行甲板最大可以容納  CH-47契努克直升機。
- 額外居住區

45型驅逐艦將有提供給60位皇家海軍陸戰隊员的床位以及相關空間安置他們的裝備。

### 動力系統
雙軸扇葉
- 2台罗尔斯·罗伊斯／诺斯罗普格鲁曼 WR-21燃气轮机（2 × 21.5 MW, 共57,600马力）
- 2台Wärtsilä 12V200 柴油机组（2 × 2MW, 共5,400马力）
- 2台GE Converteam 發電機 （2 × 20 MW, 共54,000马力）

## 同型艦列表
45型驅逐艦被皇家海軍歸類於D級。本級艦原預計建造12艘，但第7艘之後因故取消。
在2007年3月9日，獨立報報導沙烏地阿拉伯考慮向皇家海軍購買2~3艘的45型驅逐艦。
| 艦名             | 舷號 | 開工           | 下水           | 服役日期      |
| ---------------- | ---- | -------------- | -------------- | ------------- |
| Daring 勇敢號    | D32  | 2003年3月28日  | 2006年2月1日   | 2009年7月23日 |
| Dauntless 無畏號 | D33  | 2004年8月26日  | 2007年1月23日  | 2010年6月3日  |
| Diamond 鑽石號   | D34  | 2005年2月25日  | 2007年11月27日 | 2011年5月6日  |
| Dragon 龍號      | D35  | 2005年12月19日 | 2008年11月17日 | 2012年4月20日 |
| Defender 衛士號  | D36  | 2006年7月31日  | 2009年10月21日 | 2013年3月21日 |
| Duncan 鄧肯號    | D37  | 2007年1月26日  | 2010年10月11日 | 2013年9月26日 |

## 批評
一般批評45型驅逐艦的高造價與及生產的再三延遲。總造價由原定的五十四億七千萬英鎊升至六十四億六千萬。下水的日期亦由原定的2007年押後至2009年。2007年時英國國會的防衛委員會（Defence Select Committee）對國防部與及主要建造商 BAE Systems 在控制成本提升上的無能表示不滿。
45型服役以後就大小問題不斷，派駐中東的鑽石號因螺旋槳問題無法自己修復，必須回到朴茲茅斯維修, 英國媒體稱，45型之所以問題叢生，主要原因是不可靠的勞斯萊斯WR-21燃氣渦輪發動機沒有徹底解決問題，它在問世之初就有散熱不良，電機系統時常跳脫的毛病。有傳言說鑽石號是臨時修復試驗平台，假如修復有效果，就會在2019年應用到其他的45型艦上，然而鑽石號如今也必須返港，可見修復計畫不太順利。2016年7 月，45型的所有六艘都停靠在朴茨茅斯超過一年，成為「碼頭王」，其中一條艦更在半年海外部署期內連壞兩次。
2020年12月，國防採購部長傑里米·奎因表示，根據目前的計劃，45 型驅逐艦將在2035年至2038 年之間退役。
2023年6月，根据每日郵報统计，英国海军四分之一的护卫舰去年一整年都没有在海上执行过一天任务；而6艘45型驱逐舰中，超过半数仅航行了不到4周。海军上将韦斯特勋爵说：「多年來的國防削減、招募問題和缺乏規劃導致皇家海軍的船隻太少，無法保護該國的海上航線和領海。 英国需要一支『如果有人在海上与我们作对，就会让他们泪流满面』的海军。然而，现实是其他国家的海军在『在海上与英国海军相遇就会流泪』的原因卻是因为见到能动而且稀少的英国海军军舰非常不容易。」

## 相關連結

### 相關
- 英国军事
- 英國皇家海軍
- 42型驅逐艦 英国

### 同類型艦
- 地平線級驅逐艦 法國 義大利
- 052C型驱逐舰 中国
- 052D型驱逐舰 中国
- 金剛級驅逐艦 日本
- 愛宕級驅逐艦 日本
- 加爾各答級驅逐艦 印度
- 霍巴特級驅逐艦
- 阿爾瓦羅·巴贊級巡防艦 西班牙
- 薩克森級巡防艦 德国
- 七省級巡防艦 荷蘭
- 伊万·休特菲爾德級巡防艦 丹麦